# Braves de Québec

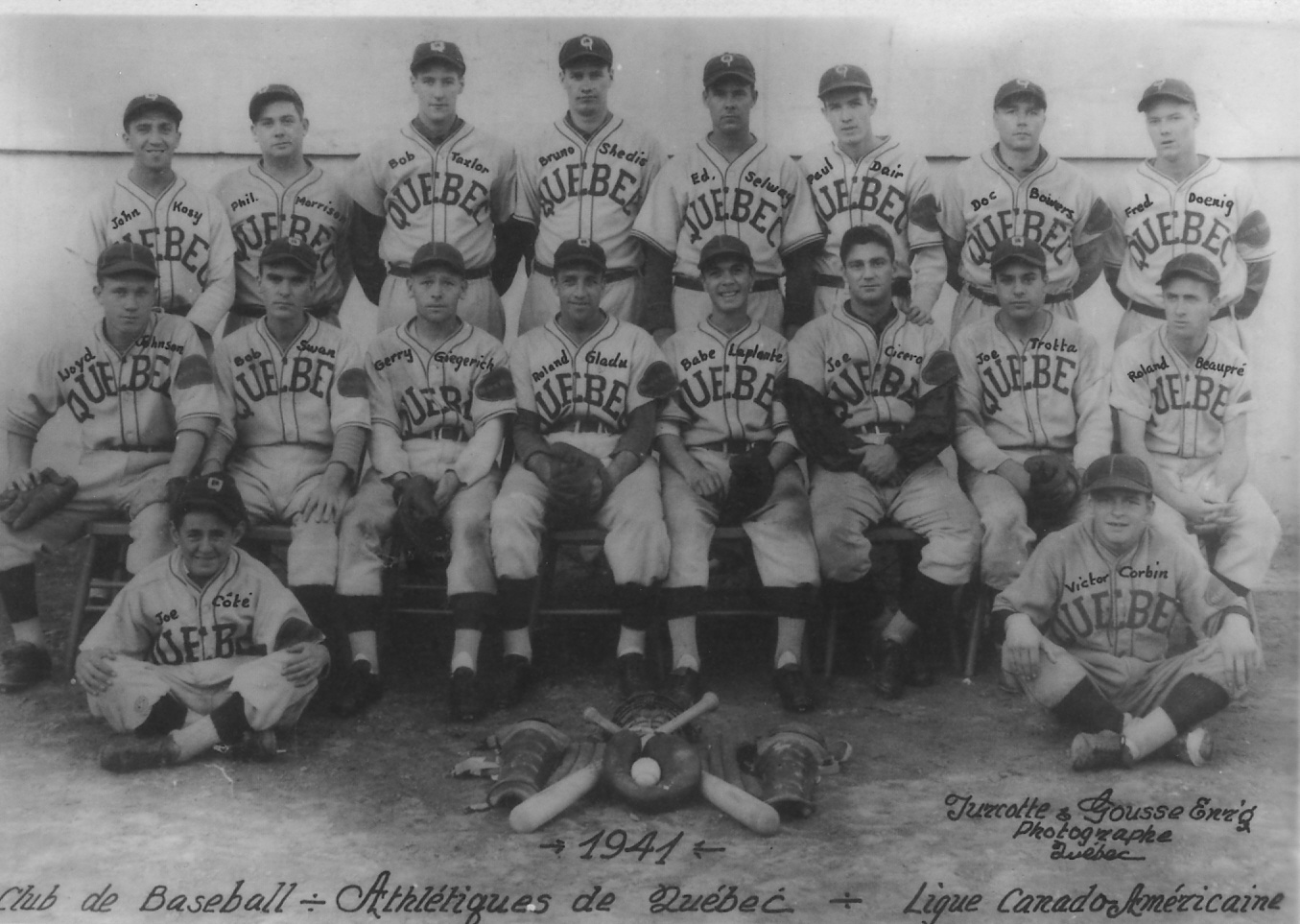
Photo de l'équipe d’athlétisme du Québec en 1941

Les Braves de Québec sont un ancien club professionnel de baseball basé à Québec, au Québec, qui évolua en Ligue canado-américaine de 1949 à 1950 puis en Ligue provinciale de 1951 à 1955. Le parcours et le palmarès des Braves dans les années 1950 est considéré comme la période la plus glorieuse du baseball professionnel à Québec, leur saison 1950, avec une fiche de 97-40, les classant parmi les 100 meilleures équipes du baseball mineur du XXe siècle.

## Historique
Le club appartient à Ulysse Ste-Marie, millionnaire propriétaire d'une société de construction. Il porte à l'origine sous le nom des Alouettes de Québec et est affilié aux Giants de New York. Le club change de nom en 1948 et met fin à son association avec les Giants. 